# Pink Floyd
Pink Floyd war eine 1965 gegründete englische Rockband. Mit ihrer Musik und der visuellen Gestaltung ihrer Schallplatten und Bühnenauftritte schuf sie einen neuartigen Stil. Der Name geht auf die Vornamen der Bluesmusiker Pink Anderson und Floyd Council zurück.
Die Gruppe verkaufte über 300 Millionen Tonträger und gehört damit zu den erfolgreichsten Bands aller Zeiten. Das Konzeptalbum The Dark Side of the Moon (1973) ist das weltweit drittmeistverkaufte Album und das Konzeptalbum The Wall (1979) das meistverkaufte Doppelalbum.
Unter der Leitung des ersten Sängers und Gitarristen Syd Barrett gehörte die Band zunächst zur britischen Bewegung des Psychedelic Rock. Barrett begann zunehmend unter durch Drogenkonsum verursachten psychischen Problemen zu leiden und musste die Band 1968 verlassen. Danach entwickelte die Gruppe in der Besetzung Roger Waters, David Gilmour, Richard Wright und Nick Mason einen eigenständigen Stil mit Einflüssen aus Progressive Rock, Blues, Jazz sowie klassischer und Neuer Musik. Der Schlagzeuger Mason ist das einzige Gruppenmitglied, das an sämtlichen Alben der Band mitgewirkt hat. Die Texte, die von 1973 (The Dark Side of the Moon) bis 1983 (The Final Cut) komplett von Waters, der 1985 die Band verließ, geschrieben wurden, setzen sich oft kritisch mit sozialen und politischen Themen auseinander.

## Geschichte

### Vorgeschichte
Die Wurzeln der Band gehen zurück auf die Schulzeit von Syd Barrett, Roger Waters und David Gilmour in Cambridge. Barrett und Waters besuchten das Hills Road Sixth Form College, Gilmour die Perse School in derselben Straße. Barrett und Gilmour trafen sich in den Mittagspausen zum Gitarrespielen und gaben vereinzelt Straßenkonzerte. Zu einer Bandgründung kam es allerdings noch nicht. 1963 ging Barrett nach London. Gilmour gründete die Band Joker’s Wild und zog ab 1966 mit einer weiteren Band relativ erfolglos durch Spanien und Frankreich.

### Die Ära Syd Barrett: 1965 bis 1968

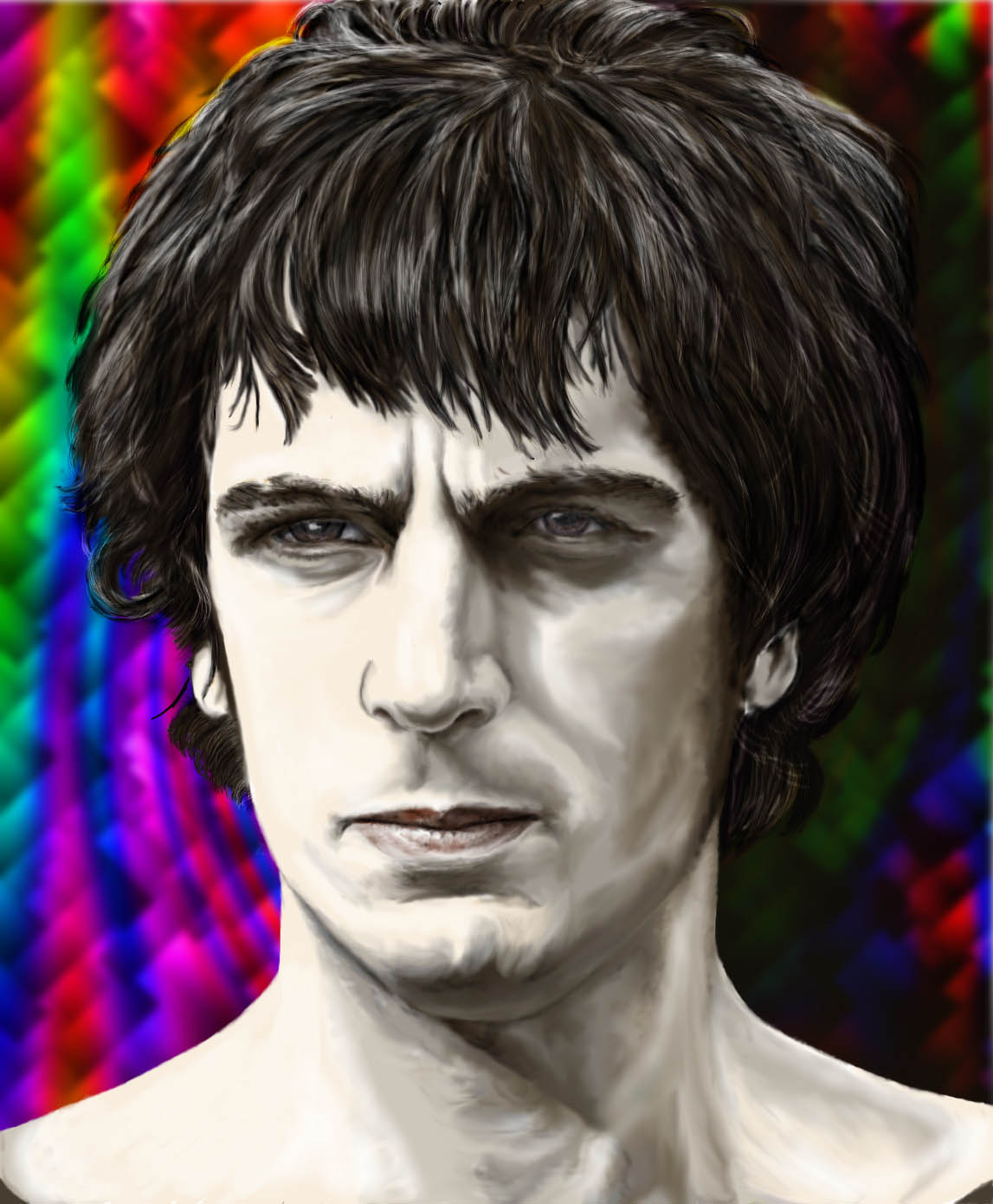
Syd Barrett

1964 kam Roger Waters nach London und lernte bei seinem Architekturstudium an der Polytechnischen Hochschule den Schlagzeuger Nick Mason und den Pianisten und Organisten Richard „Rick“ Wright kennen. Sie gründeten die Coverband Sigma 6 und interpretierten aktuelle Blues- und Beatsongs. Mitglieder der sich zunächst als Rhythm-and-Blues-Band verstehenden Gruppe waren auch die Sängerin und spätere Ehefrau von Rick Wright, Juliette Gale, der Bassist Clive Metcalf und der Sänger Keith Noble. Sie änderten den Namen in The Tea Set, und Gitarrist Bob Klose kam hinzu.
1965 trat der exzentrische Kunststudent Syd Barrett als Sänger und Gitarrist der Band bei. Gale, Metcalf und Noble traten bald darauf aus, und Waters stieg von Gitarre auf E-Bass um. Barrett gab der Band den Namen The Pink Floyd Sound, abgeleitet von den Vornamen seiner beiden Lieblings-Bluesmusiker Pink Anderson und Floyd Council. Nach Aufnahme der Demos Lucy Leave und I’m a King Bee verließ auch Bob Klose die Gruppe. Der Name wurde auf The Pink Floyd und 1967 ab der zweiten Single schließlich zu Pink Floyd verkürzt.
Ab 1966 spielte Pink Floyd im Londoner Untergrundclub UFO und wurde dort zur Hausband. Die ersten Erwähnungen der sich unter Barrett zur führenden Londoner Underground-Band entwickelnden Gruppe in der Presse erfolgten in der Untergrundzeitung International Times sowie in der Sunday Times im Oktober 1966; in beiden Artikeln wurde über ihren Auftritt im Londoner Roundhouse berichtet. Am 10. März 1967 veröffentlichte Pink Floyd ihre erste Single Arnold Layne bei EMI. Ein Londoner Rundfunksender verweigerte die Ausstrahlung, weil sie von einem Unterwäsche stehlenden Transvestiten handelt. Die Quellen sind sich uneins darüber, ob es der Piratensender Wonderful Radio London oder BBC Radio London gewesen ist. Am 16. Juni desselben Jahres erschien ihre zweite Single mit dem gleichnamigen Top-Ten-Erfolg See Emily Play.
Die Band übernahm die von Andy Warhol stammende Idee der Mixed Media, etwa bei Liedern von Chuck Berry, die mit elektronischen Feedback-Techniken zerhackt wurden, und bei mit Licht- und Diashow untermalten Trip-Fantasien. Daraus entwickelte sich später ein zunehmend ausgeklügeltes Multi-Media-Konzept. Barrett war prägend für die frühen Jahre von Pink Floyd, gab die psychedelische Richtung vor und schrieb fast alle Stücke für das erste Album The Piper at the Gates of Dawn sowie für die ersten drei Singles. Mit wachsender Popularität der Band verschlechterte sich seine psychische Verfassung allmählich, verstärkt durch maßlosen Drogenkonsum, was die Zusammenarbeit mit ihm zunehmend erschwerte. Teilweise stand Barrett nur noch regungslos auf der Bühne, statt zu spielen.
So kam es, dass Barretts Schulfreund David Gilmour, dessen eigene Gruppe sich gerade auflöste, Anfang 1968 von Roger Waters als fünftes Mitglied aufgenommen wurde; es gibt Fotos, die alle fünf Musiker gemeinsam zeigen. Gilmour sollte Barrett bei Live-Auftritten zunächst nur unterstützen, ersetzte ihn aber schließlich ganz. Im März 1968 wurde entschieden, ohne Barrett weiterzumachen. Auf dem zweiten Album A Saucerful of Secrets ist nur noch eine Komposition von Barrett enthalten (Jugband Blues). Seine restlichen Stücke aus dieser Zeit wurden 1970 auf zwei Soloalben Barretts eingespielt, zum Teil unter Mitwirkung von Pink-Floyd-Mitgliedern, sowie in der Box The Early Years 2017 veröffentlicht. Die Auseinandersetzung der restlichen Gruppe mit dem Abgang Barretts und seiner psychischen Erkrankung wurde im späteren Werk der Gruppe – und besonders auf dem Album Wish You Were Here – wiederholt thematisiert.

### Ausprägung eines neuen Stils: 1968 bis 1972

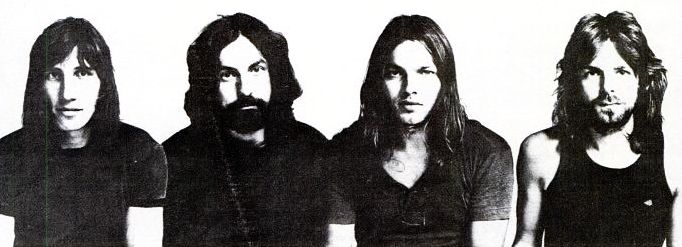
Roger Waters, Nick Mason, David Gilmour und Richard Wright im Jahr 1971.

Auftritte der Gruppe, vor allem im Londoner UFO-Club, weckten auch das Interesse von Filmregisseuren. Die Band erhielt mehrere Aufträge zur Mitwirkung an Soundtracks, so bei Zabriskie Point und More. More erschien als Vinyl 1969 etwa zeitgleich mit Ummagumma, das als Doppelalbum eine Studioplatte, die je zu einem Viertel von jedem Bandmitglied stammt, und einen Live-Teil umfasst. Neben dem dort veröffentlichten Live-Programm wurde auch eine Konzeptshow namens The Man and The Journey interpretiert, die vorhandene Stücke sowie Neukompositionen enthielt. Im ersten Teil (The Man) geht es um einen Tagesablauf, im zweiten (The Journey) um eine innere Reise.
Die Phase der künstlerischen Neuorientierung setzte sich mit dem nächsten Werk fort. Atom Heart Mother von 1970 war das erste Pink-Floyd-Album, das in Großbritannien den ersten Platz der Albumcharts erreichte. Neben drei Songs, die vom Folk beeinflusst sind, enthält es die 23-minütige Suite Atom Heart Mother, bei der ein Orchester und ein teilweise experimentell eingebrachter Chor zum Einsatz kamen, sowie die 13-minütige Soundcollage Alan’s Psychedelic Breakfast.
Der Nachfolger Meddle (1971) belegte Platz 3. Die zweite Seite der Schallplatte füllt das 23 Minuten lange Echoes aus, das als wegweisend für die anschließende Entwicklung der Band gilt. In den USA blieb der Erfolg zunächst aus – über Platz 55 kam man dort trotz gut besuchter und umfangreicher Tourneen nicht hinaus. Einen Achtungserfolg brachte dort aber der Filmsoundtrack Obscured by Clouds ein, das als erstes ihrer Alben in die amerikanischen Top 50 einstieg. Free Four, ein Song mit vergleichsweise hohem Tempo, wurde öfter von US-amerikanischen Radiosendern gespielt als jede andere ihrer früheren Singles.
Im Jahr 1972 begann Pink Floyd auch die Arbeit an ihrem erfolgreichsten Album The Dark Side of the Moon. Dafür arbeiteten sie sowohl im Studio, als auch auf Konzerten im Zuge der zweijährigen The Dark Side of the Moon Tour. Dort spielten, verfeinerten und ersetzten sie nach und nach die Stücke. Dieses Konzept wurde auf ihren Konzerten bis 1975 genutzt.

### Weltweite Erfolge: 1973 bis 1975
In den folgenden Jahren wurde Pink Floyd zu einer der erfolgreichsten Rockbands weltweit. Dabei entwickelte sich Roger Waters immer mehr zum Bandleader und hauptsächlichen Songwriter. Ab 1973 schrieb er – bis zu seinem Ausstieg Mitte der 1980er Jahre – sämtliche Songtexte der Band, und auch sein Einfluss auf die Musik wuchs zusehends. Auf seinen Ideen basierte auch das erste Konzeptalbum der Gruppe, The Dark Side of the Moon, das im März 1973 mit Kompositionen aller vier Mitglieder erschien. Von der Kritik zunächst verhalten aufgenommen, avancierte es zu einem Klassiker der Rockmusik. Es war die erste Veröffentlichung der Band, die auch in den USA durchschlagenden Erfolg hatte, dokumentiert durch Platz 1 in den Charts und eine sehr erfolgreiche Tour, die den Superstarstatus und damit den kommerziellen Erfolg der Band zementierte.
Das Album, das vom Leitmotiv „Wahnsinn“ geprägt war, hielt sich von 1973 bis 1988 740 Wochen in den amerikanischen Billboard-Charts – bis heute ein unübertroffener Rekord (diese Charts umfassen die Top 200-Alben und berücksichtigen nicht nur Verkäufe, sondern auch Radioeinsätze). Es wird vermutet, dass die für diesen Rekord erforderlichen Mehrfachkäufe auch dadurch zustande kamen, dass das Album aufgrund seiner außergewöhnlichen Klangqualität als Referenzalbum zum Test von High-End-Stereoanlagen diente und Kratzer auf der Schallplatte audiophile Fans zu einem erneuten Kauf bewegten. Als das Album 1983 auf CD erschien, gab es wiederum einen Kaufanstieg, bis das Werk allmählich aus den Billboard-Charts verschwand.
1974 war die Gruppe für ihre Verhältnisse nur sehr kurz auf Tour. Lediglich einige Konzerte im Juli in Frankreich und eine Tournee im November und Dezember in Großbritannien fanden statt, was dem Erfolg von The Dark Side of the Moon geschuldet war. Auf diesen Tourneen erarbeiteten sie die Stücke Shine On You Crazy Diamond, Raving and Drooling, das auf dem Album Animals zu Sheep wurde, sowie You've Gotta Be Crazy, das auf dem gleichen Album zu Dogs wurde. Außerdem arbeiteten sie an neuem Material, sie versuchten, nur mit Haushaltsgegenständen ein vollständiges Album zu produzieren. Das unter dem Arbeitstitel Household Objects bekanntgewordene Projekt scheiterte allerdings an dem erforderlichen Arbeitsaufwand, der durch den Ehrgeiz der Gruppe auf ein unerreichbares Niveau gehoben wurde.
Das Nachfolgewerk Wish You Were Here von 1975 ist Syd Barrett gewidmet: Das Titelstück Wish You Were Here und auch Shine On You Crazy Diamond beziehen sich auf das Gründungsmitglied. Während der Studioarbeit erhielt die Band Besuch vom psychotischen Barrett, der sich stark verändert und den Bezug zur Realität verloren hatte. Richard Wright bezeichnete die Platte später als das beste Pink-Floyd-Album und Shine On You Crazy Diamond als besten Song, an dem er nicht die kleinste Veränderung vornehmen würde. Die Platte wurde in Großbritannien 250.000-mal vorbestellt. Das Album gilt als der zweite Klassiker im Katalog der Band. 1975 kaufte Pink Floyd eine ehemalige Kirche in der Britannia Row im Londoner Stadtteil Islington, wo sie neben Büros und Lager die eigenen Britannia Row Studios unterbrachten. Dort wurden seitdem Teile der Alben aufgenommen. Die Veranstaltungstechnik wurde im selben Jahr als Britannia Row Productions ausgelagert und war zunächst im selben Gebäudekomplex beherbergt.

### Die Ära Roger Waters: 1976 bis 1985

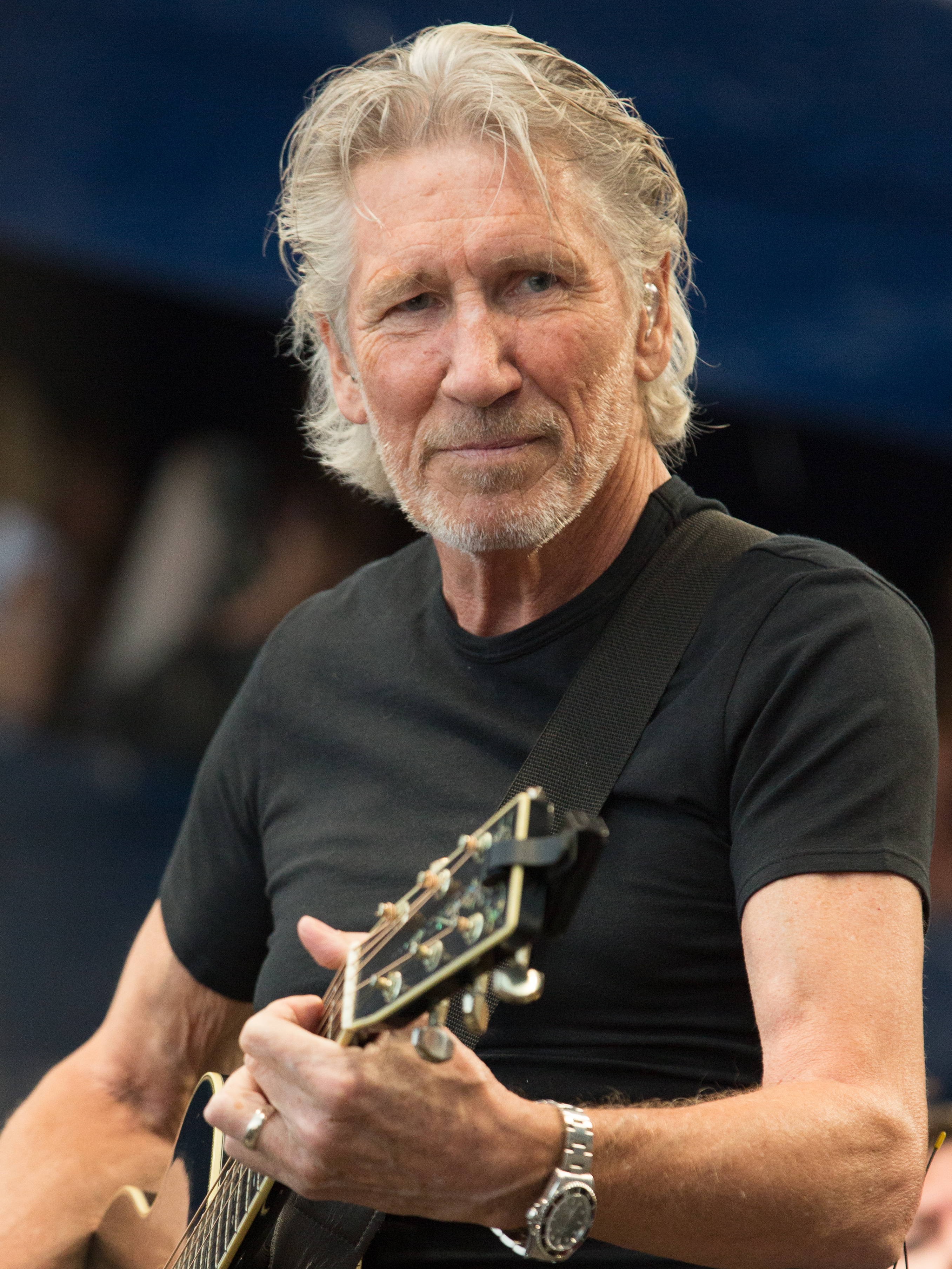
Roger Waters (2015)

Das Album Animals von 1977, das teilweise auch in pinkfarbenem Vinyl gepresst wurde, besteht aus drei Songs mit Laufzeiten zwischen 10 und 17 Minuten und dem umrahmenden Akustikstück Pigs on the Wing. Erstmals enthielt ein Pink-Floyd-Album fast ausschließlich Beiträge von Roger Waters; nur an Dogs war Gilmour maßgeblich als Komponist beteiligt. Dafür füllt das Lied fast eine komplette Albumseite. Musikalisch rauer als die Vorgängeralben gehalten und mit politischen sowie sarkastischen Texten versehen, wurde das Album von Fans und Kritikern insgesamt weniger positiv aufgenommen als seine direkten Vorgänger. Die Konzerte vor großem Publikum empfand besonders Waters als sehr anstrengend und entfremdend. Bei späteren Tourneen wurden keine Songs von Animals mehr gespielt. Erst als Solokünstler führte Waters große Teile des Albums Jahre später wieder regelmäßig auf.
Das ehrgeizigste und größte Projekt war die Konzeption des Albums The Wall im Jahr 1979. Die Aufnahmen markierten erste schwerwiegende Differenzen zwischen den Bandmitgliedern, vornehmlich Gilmour und Waters, über die Frage, wohin sich die Band entwickeln sollte. Ein letztes Mal konnten die Konflikte aber in Kreativität umgesetzt werden, nicht zuletzt aufgrund der Vermittlung des jungen Bob Ezrin, den die Band als Produzenten hinzugezogen hatte. Waters setzte seine Linie dabei alles in allem durch, bis auf wenige Ausnahmen stammen auch alle Songs von ihm. Gilmour war als Komponist vor allem an Run Like Hell und Comfortably Numb beteiligt, wobei letzteres ursprünglich auf seinem Soloalbum erscheinen sollte, er steuerte aber auch bei anderen Songs wesentliche Gesangs- und Gitarrenparts bei.
Wright, der sich auch als Musiker der Kritik der übrigen Bandkollegen ausgesetzt sah, verließ die Band nach dem Ende der Aufnahmen: Zum Bruch kam es im Herbst 1979, als Wright sich weigerte, seinen Familienurlaub in Griechenland abzubrechen, um an einer letzten Session teilzunehmen, die notwendig geworden war, um das Album, wie von der Plattenfirma gefordert, vor Weihnachten veröffentlichen zu können. Waters konnte Gilmour daraufhin überzeugen, Wright zu entlassen, wobei er drohte, The Wall andernfalls als Solo-Projekt zu realisieren. Wright nahm zwar noch an den folgenden The-Wall-Konzerten teil, wurde aber aus der Floyd-Partnerschaft ausgezahlt; zudem wurden weitere, von der Fertigstellung der diversen Wall-Projekte abhängige Honorare vereinbart.
Waters behauptete später, Wright sei zum „Spielen“ zu ausgebrannt gewesen und hätte Bob Ezrin und dem Studiomusiker Peter Wood viele Keyboardparts auf The Wall überlassen. Nach anderen Berichten wurde er von Waters aufgrund von Drogenproblemen entlassen. Wright sagte dazu: „Roger und ich kamen einfach nicht mehr miteinander zurecht. Egal was ich machte, er war dagegen. Es war für mich unmöglich, mit ihm zu arbeiten.“ Das Konzeptalbum trägt autobiografische Züge von Roger Waters und beschreibt die zunehmende, durch eine Vereinnahmung von Seiten der Mutter und den Verlust des Vaters begründete Vereinsamung eines Rocksängers. Ein letztes Mal waren zudem Anspielungen auf das Schicksal Syd Barretts enthalten, denn auch Pink, die Hauptfigur von The Wall, ist ein Rockmusiker, der den Kontakt zur Realität verliert.
Eine entsprechende Bühnenshow umrahmte diesen Inhalt: Während der ersten Konzerthälfte wurde auf der Bühne eine Mauer errichtet, die die Entfremdung zwischen Musikern und Publikum symbolisieren sollte. In der zweiten Hälfte spielte die Band hinter der Mauer, auf der Vorderseite wurden verschiedene Clips projiziert. The Wall wurde nur an vier Orten live aufgeführt: in Los Angeles, New York, London und Dortmund (1981). 1990, kurz nach dem Fall der Berliner Mauer, führte Waters The Wall noch einmal mit eigenen Gastmusikern auf dem ehemaligen Todesstreifen in Berlin zwischen Brandenburger Tor und Potsdamer Platz auf. Ab dem Jahr 2010 führte Waters mit seinem Solo-Projekt The Wall in einer langen, weltweiten Tour mit einer multimedialen Show in mehreren Ländern erneut auf.
The Wall wurde 1982 von Alan Parker mit Bob Geldof in der Hauptrolle unter dem Titel Pink Floyd – The Wall verfilmt, wobei sich die Musik im Film und auf dem Konzeptalbum in einigen Stücken und Gesangsparts voneinander unterscheiden. Gilmour gab später zu Protokoll, dass vor allem in diesem Zusammenhang, nicht bereits während der Arbeit am Album, die Konflikte zwischen ihm und Waters eskaliert seien. Dieser habe nun die absolute künstlerische Kontrolle beansprucht.
Das anschließende und bis zum Comeback 1986 zunächst letzte Album The Final Cut von 1983 stammte folglich vollständig aus der Feder von Roger Waters und ist seinem Vater Eric Fletcher Waters gewidmet, der im Zweiten Weltkrieg gefallen war. Kompositorisch ist das Album eine Waters-Soloarbeit („written by Roger Waters, performed by Pink Floyd“) und enthält mehrere Songs, die die übrigen Musiker ursprünglich als „zu schwach“ abgelehnt hatten; auch die Reaktionen der Kritik waren insgesamt eher verhalten. Gilmour, auf The Wall noch sehr prominent als Sänger und Gitarrist vertreten, tritt auf dem Album kaum in Erscheinung, sondern arbeitete parallel an seinem Soloalbum About Face.

### Die Ära David Gilmour: 1987 bis 1995
1985 führten die Spannungen zwischen Waters und Gilmour zum Ausstieg von Waters, der die Band daraufhin im Alleingang für aufgelöst erklärte. Eine lange juristische Auseinandersetzung um den Bandnamen folgte: Gilmour, dessen Soloprojekt zuvor nur wenig Aufmerksamkeit erfahren hatte, wollte 1986 zusammen mit Mason unter dem Namen Pink Floyd weitermachen und setzte sich vor Gericht schließlich durch. Jahre später räumte Waters ein, sein Versuch, Pink Floyd gegen den Willen der anderen Musiker aufzulösen, sei ein Fehler gewesen.

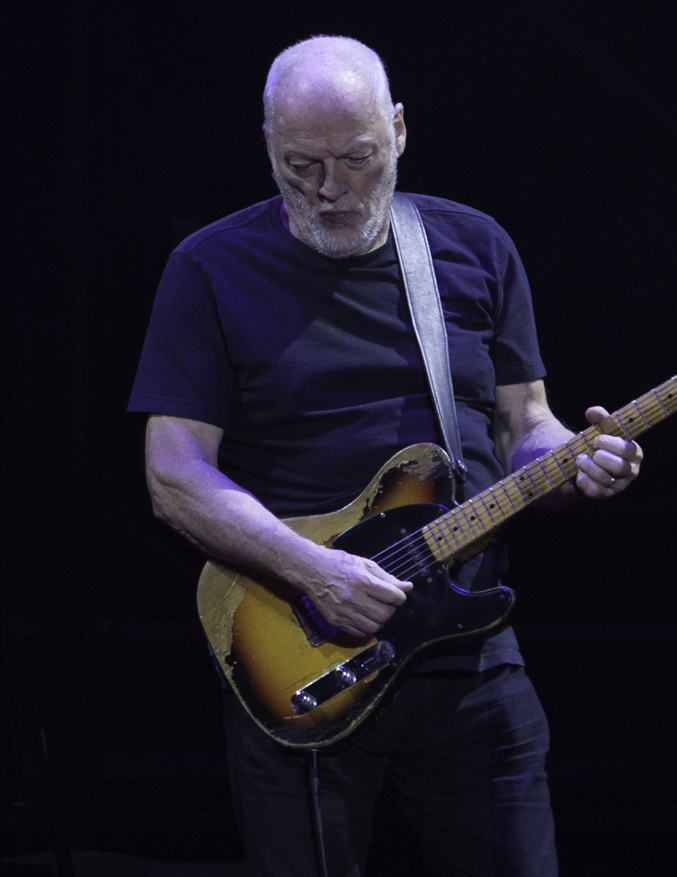
David Gilmour (2015)

Während der Aufnahmen zu dem neuen Projekt A Momentary Lapse of Reason (1987) stieß auch Wright wieder hinzu, allerdings noch nicht als Vollmitglied, da Gilmour und Mason das Album alleine finanziert hatten. Es war am Ende eher ein Soloprojekt von Gilmour, der auf die Hilfe unterschiedlicher Studiomusiker und Songwriter zurückgriff, und stieß bei den Fans auf Begeisterung. Die Reaktionen der Kritiker auf Pink Floyds 13. Studioalbum, die teils Schwächen im Songmaterial konstatierten, die durch eine bombastische, dem Zeitgeist entsprechende Produktion überdeckt würden, und insbesondere die Qualität der Texte bemängelten, waren dagegen geteilt. Das Album verkaufte sich hervorragend.
Trotz der anhaltenden juristischen Auseinandersetzung mit Waters startete man mit dem neuen Album am 9. September 1987 zu einer Welttournee. Pink Floyd spielte auch einige Stücke aus der Waters-Ära, beschränkte sich aber weiterhin darauf, gemäß der Vereinbarung mit Waters pro Konzert nie mehr als drei Stücke von The Wall aufzuführen (davon ausgenommen sind Another Brick in the Wall sowie Gilmours Kompositionen Run Like Hell und Comfortably Numb). Eine Station der Tournee war am 16. Juni 1988 der Berliner Reichstag, in unmittelbarer Nähe zur Berliner Mauer. Jenseits der Mauer, an der Straße Unter den Linden, standen ungefähr 5000 Personen, um von dort zuzuhören. Am 21. Juli 1990 wurde in Berlin das von Roger Waters initiierte Rock-Spektakel The Wall am Potsdamer Platz aufgeführt, mit Gaststars wie Scorpions, Bryan Adams, Cyndi Lauper, Sinéad O’Connor, Ute Lemper, Van Morrison und Joni Mitchell.
Gegen Ende der Tour fand am 15. Juli 1989 vor rund 200.000 Zuschauern ein neben bedrohlichen Schallwellen auch einen riesigen Müllberg produzierendes Konzert auf einer schwimmenden Insel vor dem Markusplatz in Venedig statt. Die letzte Veranstaltung war am 18. Juli 1989 in Marseille im Stadion Velodrome. Die Streitigkeiten zwischen Waters und der restlichen Band endeten mit einer vorläufigen Vereinbarung, in der die Rechte und Anteile an den Alben, den Songs und dem Bandnamen geregelt wurden. Waters tourte derweil weiterhin mit namhaften Gastmusikern und schrieb eigenes Material. In seinem Liveprogramm griff er ebenfalls auf viele Pink-Floyd-Stücke zurück.
Seit dem 1992 veröffentlichten Video La Carrera Panamericana war Wright wieder Vollmitglied der Band gewesen. Der Soundtrack des Videos enthält mehrere nur dort veröffentlichte Musikstücke aus der Feder der drei verbliebenen Floyds. Das Trio brachte dann im Frühjahr 1994 das Album The Division Bell heraus. Die Band war diesmal zu ihrer früheren Arbeitsweise zurückgekehrt, und erstmals seit 1975 waren Wright und Mason wieder intensiv in das Songwriting involviert. Der kommerzielle Erfolg der CD war allerdings sehr viel größer als die Zustimmung der Kritik, die überwiegend künstlerischen Stillstand, Sentimentalität, Selbstplagiate und Einfallslosigkeit konstatierte. Es folgten eine anschließende Welttournee und das Live-Album Pulse (1995). In den darauffolgenden 19 Jahren erschien kein neues Material mehr.

### Post-Division-Bell-Ära: 1996 bis 2005
Pink Floyd wurden 1996 in die Rock and Roll Hall of Fame aufgenommen.
2000 legte man das Doppelalbum Is There Anybody Out There? The Wall Live 1980–1981 vor, 2001 eine Doppel-CD (Best of) namens Echoes. Zu der Zeit gelangten erstmals Gerüchte an die Öffentlichkeit, Waters würde sich, vermittelt durch Mason, den übrigen Musikern langsam wieder annähern. Eine DVD-Version des Konzertes von 1971 im Amphitheater von Pompeji erschien 2003, ohne dass die Mitarbeit der Musiker gewünscht wurde. Gilmour distanzierte sich später deutlich von dieser DVD.
Im Rahmen der von Bob Geldof organisierten Live-8-Veranstaltung, zu der unter anderem ein Konzert im Londoner Hyde Park gehörte, traten Pink Floyd, einschließlich Roger Waters, im Juli 2005 auf. Damit spielten sie erstmals seit 1981 (und zugleich letztmals) in der Besetzung der Zeit ihrer größten Erfolge zusammen und nährten Spekulationen rund um eine „Reunion-Tour“ oder gar ein neues Album. Sie spielten Speak to me/Breathe/Breathe Reprise, Money, Wish You Were Here und Comfortably Numb. In Bezug auf weitere Auftritte wechselte Gilmour bei Interviews anlässlich seiner Solo-Tour im Jahr 2006 mehrfach seine Meinung. Waters hingegen erklärte, ebenso wie Nick Mason, er sei sehr gerne zu einer Zusammenarbeit bereit. In einem Interview im September 2007 äußerte sich Gilmour zuletzt wieder skeptisch zu einer nochmaligen Wiedervereinigung der Band: „Was ich mitteilen kann, ist, dass die Aussichten auf eine Reunion von Pink Floyd wirklich extrem gering sind, abgesehen von einmaligen, wichtigen Anlässen, wie ‚Live 8‘ einer war.“ Allerdings könne und wolle er das offizielle Ende von Pink Floyd nicht verkünden, zumal es rechtliche Gründe gebe, die ihn daran hinderten.

### Jüngere Entwicklungen seit 2006
Am 7. Juli 2006 starb Pink-Floyd-Mitbegründer Syd Barrett im Alter von 60 Jahren. Bei einem Gedenkkonzert am 10. Mai 2007 traten neben den Künstlern Chrissie Hynde und Damon Albarn auch Roger Waters und die übrigen drei Mitglieder von Pink Floyd auf, jedoch getrennt voneinander. Waters spielte zum Ende der ersten Hälfte sein Stück Flickering Flame. Begleitet wurde er von dem Keyboarder Jon Carin, der bereits auf den Floyd-Tourneen zwischen 1987 und 1994, auf Waters’ Solo-Konzerten in den Jahren 2000 und zwischen 2006 und 2008, bei Pink Floyds Live-8-Auftritt sowie bei Gilmours Tournee 2006 spielte. Gilmour, Wright und Mason spielten dann (vor dem Finale) als letzte Künstler des Abends Arnold Layne. Eigentlich hätte Waters in der zweiten Hälfte des Konzerts noch Shine On You Crazy Diamond spielen sollen; er war jedoch in der Pause gegangen und deshalb auch beim Finale nicht mehr dabei.
Die DVD-Veröffentlichung eines Mitschnitts der 1994er-Tour mit dem Titel Pulse, die 1995 durch das gleichnamige Live-Album dokumentiert wurde, wurde 2006 zu einer der meistverkauften Musik-DVDs und gewann zahlreiche Preise.
2007 erschien zum vierzigjährigen Jubiläum der Erstveröffentlichung des Albums The Piper at the Gates of Dawn ein limitiertes 3-CD-Boxset mit der Stereo- und Monoabmischung des Albums und zusätzlich den drei Singles aus dem Jahr 1967 sowie zuvor unveröffentlichten Alternativversionen von Songs des Albums.
2008 wurden Pink Floyd mit dem Polar Music Prize ausgezeichnet. Bei der Verleihung durch den schwedischen König Carl XVI. Gustaf waren Nick Mason und Roger Waters anwesend.
Am 15. September 2008 starb der Pink-Floyd-Mitbegründer Richard Wright im Alter von 65 Jahren an Krebs. David Gilmour würdigte Wright auf seiner Website mit einem emotionalen Nachruf, in dem er ihn als ruhigen und bescheidenen Menschen sowie als wichtigen Freund und Teil seiner musikalischen Laufbahn bezeichnete. Auch Waters nutzte seinen Internet-Auftritt, um an Richard Wright zu erinnern. Dabei merkte er an, dass man Wrights musikalischen Einfluss bei Pink Floyd gar nicht groß genug schätzen könne. Er erinnerte dabei an Songs wie Us & Them oder The Great Gig In The Sky, die beide aus der Feder Wrights stammen. Gleichzeitig brachte er zum Ausdruck, dass er sich glücklich schätze, bei Live 8 noch einmal mit Wright aufgetreten zu sein, und er es bedauere, dass es im Anschluss daran keine weiteren Auftritte mit Wright, Gilmour und Mason gegeben habe.
Nick Mason gab in einem Interview im April 2009 an, dass er sich nach dem Tod von Wright nur sehr schwer vorstellen könne, dass Pink Floyd noch einmal auftreten werde. Am 10. Juli 2010 traten Waters und Gilmour zugunsten der „Hoping Foundation“ (Hope and Optimism for Palestinians in the Next Generation) vor ca. 200 geladenen Gästen gemeinsam auf und spielten dabei eine Coverversion von To Know Him is To Love Him, die Pink-Floyd-Songs Wish You Were Here und Comfortably Numb sowie als Zugabe Another Brick In The Wall (Part 2). Begleitet wurden die beiden unter anderem von Chester Kamen, Harry Waters, Andy Newmark und Guy Pratt. Waters ließ daraufhin verlauten, dass ein Auftritt von David Gilmour auf Waters’ kommender Tournee geplant sei. Schließlich kam es am 12. Mai 2011 in der Londoner O2 Arena tatsächlich zu dem angekündigten Gastauftritt von David Gilmour bei dem Stück Comfortably Numb. Am Ende des Konzertes spielten Waters und Gilmour, begleitet vom ebenfalls anwesenden Schlagzeuger Nick Mason, Outside The Wall. Waters war dabei an der Trompete zu hören, während Gilmour Mandoline spielte und Mason ein Tamburin schlug. Im Anschluss daran verließen die drei noch lebenden Mitglieder von Pink Floyd unter dem frenetischen Jubel der Fans gemeinsam die Bühne. Es handelte sich dabei aber nicht um eine offizielle Pink-Floyd-Reunion, wie in einem Teil der Presse fälschlicherweise danach zu lesen war.
Später traten die restlichen Pink-Floyd-Mitglieder nicht mehr gemeinsam auf, jedoch gab es Auftritte einzelner Mitglieder, die dann Stücke von Pink Floyd spielten. So trat zuletzt Nick Mason im Rahmen der Abschlussveranstaltung der Olympischen Spiele in London am 12. August 2012 mit dem Stück Wish You Were Here auf.
Am 5. Juli 2014 gab Gilmours Ehefrau Polly Samson in einer Nachricht über den Kurznachrichtendienst Twitter die Veröffentlichung eines neuen Albums mit Songmaterial, das großenteils bereits 1994 mit Richard Wright während der Aufnahmen zu The Division Bell entstanden war, im Oktober 2014 bekannt. Das Album solle The Endless River heißen. Der Titel geht auf eine Textzeile aus dem Song High Hopes zurück. Die ursprünglich als Instrumentalstücke angelegten Kompositionen waren von Gilmour und Mason seit 2013 überarbeitet, erweitert und teils mit Texten und Gesang versehen worden. Zur viralen Verbreitung entschied man sich, weil ein nicht genannter Insider zuvor der Boulevardzeitung The Sun Informationen zum Album zugetragen hatte. Entgegen den Aussagen von Polly Samson sollte das neue Album nun im November 2014 erscheinen. Es erschien schließlich am 7. November 2014 auf CD, LP und Bluray. Waters war an den Aufnahmen nicht beteiligt. Gilmour und Mason bestätigten, nach The Endless River keine weiteren Studioalben von Pink Floyd mehr zu veröffentlichen.
Im weiteren Verlauf stellten Pink Floyd viel zuvor unveröffentlichtes Material aus den verschiedenen Phasen in Kompilationen und Boxsets zum Verkauf. So wurde im Zeitraum von 2011 bis 2012 ihr gesamtes Repertoire remastert und die drei Alben The Dark Side of the Moon, Wish You Were Here und The Wall wurden in den sogenannten Immersion Boxsets mit Live- und Studioaufnahmen, 5.1-Remixes sowie Videomaterial näher behandelt. 2014 erschien das Boxset The Early Years: 1965 – 1972, welches ebenfalls diverses Audio- und Videomaterial aus der Zeit enthält und aus 7 Volumina besteht, die unterschiedlichen Jahren zugewiesen sind. Diese sind im Folgejahr einzeln erschienen. 2019 erschien das Boxset The Later Years: 1987 – 2019 welches die genannte Zeitperiode behandelt. 2021 erschien erstmals Pink Floyds Auftritt am Knebworth Festival offiziell als einzelstehendes Album.
Am 7. April 2022 kündigte die Band (ohne Waters) überraschend die neue Single Hey, Hey, Rise Up! an, deren Veröffentlichung am darauffolgenden Tag erfolgte. Die Erlöse sollen für humanitäre Zwecke in der Ukraine verwendet werden. Neben Gilmour und Mason waren als Bassist Guy Pratt und am Keyboard Nitin Sawhney beteiligt. Der Gesang in dem Stück kommt von Andriy Khlyvnyuk, dem Frontmann der ukrainischen Rock-Band BoomBox. Gilmour stellte in einem Interview klar, dass der Song eine einmalige Sache gewesen sei und kein Interesse an der Wiederbelebung der Band bestünde.
Roger Waters, der den russischen Präsidenten aufgrund des russischen Überfalls auf die Ukraine zunächst noch als „Gangster“ bezeichnet hatte, distanzierte sich im Februar 2023 ausdrücklich von der Single, die nur dazu diene, einen „Stellvertreterkrieg“ der NATO gegen Russland zu legitimieren. Die gegensätzlichen Haltungen zum Ukrainekrieg und zu Israel trugen so dazu bei, die Konflikte zwischen Gilmour und Waters wieder zu verschärfen.

## Stil

### Neuartiger Technikeinsatz
Pink Floyd nutzten erstmals gezielt das Binson Echorec als Effektgerät, um damit u. a. die Bassläufe von One of These Days (auf Meddle) zu erzeugen. Auch analoges Sampling in Form von Tapeloops wurde von ihnen verwendet. Diese Technik hatten Pink Floyd 1970 beim Avantgarde-Künstler Ron Geesin entdeckt, der auch an ihrem Album Atom Heart Mother mitarbeitete. Insbesondere wurde die Technik auf The Dark Side of the Moon verwendet, unter anderem beim Registrierkassen-Loop des Songs Money und dem Albumintro Speak to Me. 

Synthesizer-Loop aus dem Titel On the Run

 Im Studio profitierte die Band von den Aufnahmebedingungen der Abbey Road Studios, in denen bereits die Beatles gearbeitet hatten, sowie – bei Atom Heart Mother und The Dark Side of the Moon – von der Mitwirkung des Toningenieurs Alan Parsons, der auch als Produzent fungierte. In ihren Live-Shows nutzten Pink Floyd erstmals live die Technik der Quadrophonie (die von ihnen erfolglos auf einigen Alben getestet wurde), indem sie mit Hilfe eines sogenannten Azimut-Koordinators vorgefertigte Sounds durch die Halle, unter anderem hinter das Publikum, wandern ließen. Schließlich gehörte Pink Floyd zu den ersten Rockbands, die (auf dem Album The Dark Side of the Moon) einen Synthesizer als zentrales Instrument verwendeten, den EMS-Synthi-AKS-Synthesizer. Beispielsweise basiert der Song On the Run fast ausschließlich auf einer repetitiven Synthesizer-Sequenz.

### Instrumental
David Gilmour wurde in seinen Spielweisen sowohl vom Blues und vom Rock ’n’ Roll als auch von der Folkmusik beeinflusst. Typische Blues-Techniken wie Bendings und Slides ziehen sich durch mehrere berühmte Soli. Gilmour spielte meistens E-Gitarren der Modelle Fender Stratocaster und Fender Telecaster über Hiwatt-Verstärker mit WEM (4×15)- und Marshall (4×12)-Boxen, zudem kamen mehrere Effektpedale zum Einsatz. Darüber hinaus spielte er Lap-Steel-Slide-Gitarren, zu hören bei Breathe, The Great Gig in the Sky, Shine On You Crazy Diamond (Part 6–9), High Hopes oder One of These Days. 

Notenbeispiel aus Breathe mit Slide-Gitarre, Emadd9- und A-Dur-Arpeggios in der Begleitung und Bass mit Oktavtönen

Richard Wright verwendete zunächst verschiedene Orgeln. Kennzeichnend auf den frühen Alben ist vor allem die Farfisa Duo Compact, die er mit Effekten verfremdete. Später kam eine Hammond-B3-Orgel dazu. Synthesizer kamen bei Pink Floyd ab 1972 zum Einsatz, die Modelle EMS VCS 3 und Minimoog prägen seine Solo-Parts auf den Alben The Dark Side of the Moon, Wish You Were Here und Animals. Wright erlernte das Klavierspielen als Autodidakt. Zu seinen frühesten Einflüssen zählen Bach, Beethoven und Komponisten der Romantik. Wie später auch Gilmour griff er bei seinen Kompositionen mit Vorliebe auf erweiterte Akkorde zurück. Dieses Vorgehen stand dem Kompositionsstil von Roger Waters entgegen, der einfache Akkordfolgen bevorzugte.
Der charakteristische Klang wird von Gilmours melodischem Gitarrenspiel und den Klangteppichen von Richard Wright bestimmt. Anders als bei den Bands des gleichzeitig aufblühenden Progressive Rock nimmt die Rhythmusfraktion um E-Bass und Schlagzeug eher eine untergeordnete Rolle ein. Ungerade Metren wie der 7/8-Takt im Intro und der Strophe von Money bilden eher die Ausnahme als die Regel, die Kompositionen bewegen sich vor allem im Down- bis Midtempo-Bereich. Typisch für das Bass-Spiel ist der akzentuierte Wechsel zwischen dem Akkord-Grundton und seinem Oktavton, ergänzt um variierende Übergänge. Das Schlagzeugspiel von Nick Mason hält sich im Allgemeinen dezent im Hintergrund, bietet dabei aber feine Nuancen. Insbesondere ist jedes seiner Breaks einzeln und individuell gestaltet.

### Gesang
Nach dem Ausscheiden von Syd Barrett als Frontmann wurde der Gesang in der Regel, teilweise auch innerhalb eines Stücks zwischen David Gilmour und Roger Waters aufgeteilt. Richard Wright übernahm zudem gelegentlich eine Zweitstimme. Nick Masons Stimme ist nur auf wenigen Stücken zu hören: In One of These Days sagt er den einzigen Satz des Stücks, „One of these days I’m going to cut you into little pieces“, während er in Corporal Clegg in der Strophe abwechselnd mit David Gilmour singt. Auf den beiden Alben The Dark Side of the Moon und Wish You Were Here ist jeweils bei einem Stück ein Gastsänger zu hören: Die Soul-Sängerin Clare Torry improvisierte eine Gesangsdarbietung zu den Klavierakkorden von The Great Gig in the Sky; als Sänger von Have a Cigar trat der Singer-Songwriter Roy Harper in Erscheinung, da sich Waters dem Song zu diesem Zeitpunkt nicht gewachsen fühlte. Chöre wurden bei Pink Floyd in recht unterschiedlichem musikalischem Kontext eingesetzt: Atom Heart Mother enthält eine einige Minuten dauernde Passage, in der ein gemischter Chor zur Begleitung von Orgel, Bass und Schlagzeug mit anwachsender Intensität melodische Fragmente vorträgt. Die Einbindung einer Gruppe von Soul-Sängerinnen an mehreren Stellen von The Dark Side of the Moon und Wish You Were Here dient vor allem der atmosphärischen Abrundung. Schließlich wurde Another Brick in the Wall, Pt. 2 als eine der bekanntesten Pink-Floyd-Singles zur Hälfte (zweite Strophe) von einem Schülerchor eingesungen.

### Einflüsse auf spätere Bands
Die Krautrockbands Amon Düül, Ash Ra Tempel, Guru Guru, Novalis, Kraftwerk und Tangerine Dream sind stark vom Pink-Floyd-Sound geprägt. Tangerine Dream veröffentlichte 2007 das als Hommage an Syd Barrett konzipierte Album Madcap’s Flaming Duty. Während sich Amon Düül mehr an den Klangexperimenten der „psychedelischen Phase“ der Pink-Floyd-Musik orientierte, folgte Tangerine Dream eher der Musik der „programmatischen Phase“ mit ihren lang ausgehaltenen Harmonien und Strukturen.
Porcupine Tree zitierten Passagen vom Animals-Album, den Song Dogs in deren Song Time Flies. Die britische New Artrock-Band Crippled Black Phoenix wird u. a. häufiger mit Pink Floyd verglichen. Ihre dritte EP namens Oh'Ech-Oes enthält ausschließlich Neuinterpretationen der Lieder Echoes vom Pink Floyd Album Meddle und Childhood End's von Obscured by Clouds.
Die Musik Pink Floyds hatte prägenden Einfluss auf zahlreiche Musiker. So greifen besonders Bands aus dem Umfeld des Progressive Rock wie etwa Yes, Tool, Porcupine Tree, Pure Reason Revolution, RPWL, Shamall, Solar Project und Pallas musikalische Gestaltungsmittel und Stilistiken von Pink Floyd wieder auf. Dream Theater spielte 2005 das komplette Album The Dark Side of the Moon live. Musiker der New-Age-Musik wie Kitarō haben sich viel an musikalischer Essenz und Techniken bei Pink Floyd geborgt.
Die Metalbands Anathema, The Gathering und Tiamat sind ebenfalls von der Musik Pink Floyds beeinflusst. Tiamat nahm 1994 das offenbar von Pink Floyd inspirierte Konzeptalbum Wildhoney auf. Auch Bands wie Fields of the Nephilim und einige Industrial-Bands haben ihre Wurzeln teilweise in der Musik von Pink Floyd.
Auf Konzerten oder als Studioaufnahmen coverten Musiker verschiedener Stilrichtungen Stücke von Pink Floyd, unter anderem Pearl Jam (Interstellar Overdrive), die Foo Fighters mit Brian May (Have a Cigar) und später mit Roger Waters (In The Flesh?), die Scissor Sisters (Comfortably Numb), Nightwish (High Hopes), Wyclef Jean (Wish You Were Here), Korn (Another Brick in the Wall), Shadows Fall (Welcome to the Machine) sowie die Bloodhound Gang und die Ska-Band The Busters.
Des Weiteren coverten mehrere Bands das kommerziell erfolgreichste Album The Dark Side of the Moon komplett. So legten The Flaming Lips ihre Interpretation des Klassikers als Flaming Side of the Moon vor. Darüber hinaus gibt es weltweit Tribute-Bands wie beispielsweise The Australian Pink Floyd Show, die Pink-Floyd-Stücke werkgetreu aufführen.

## Musikalische Entwicklung
In der Beurteilung der verschiedenen Schaffensphasen der Band gehen die Meinungen stark auseinander. Nachfolgend wird eine grobe Periodisierung versucht.

### Psychedelische Phase
Pink Floyd war eine der populärsten Bands des Psychedelic Rock. Die treibende künstlerische Kraft war Syd Barrett. Das drückte sich vor allem in seinem Songwriting aus. Neben den ersten fünf Singles, die 1992 auf der Remastered-CD The Early Singles bei EMI Records Ltd. als Teil des Box-Sets Shine On enthalten sind, zählen die ersten fünf Alben zur psychedelischen Phase.
Singles
- 1967 – Arnold Layne / Candy and a Currant Bun
- 1967 – See Emily Play / Scarecrow
- 1967 – Apples and Oranges / Paintbox
- 1968 – It Would Be So Nice / Julia Dream
- 1968 – Point Me at the Sky / Careful with That Axe, Eugene

Alben
- 1967 – The Piper at the Gates of Dawn (Titel des siebten Kapitels von Der Wind in den Weiden)
- 1968 – A Saucerful of Secrets (Übergang)
- 1969 – More (Soundtrack)
- 1969 – Ummagumma
- 1971 – Relics (Übergang – Es handelt sich um eine Kompilation mit Stücken der Jahre 1967–1969, die zum Teil nicht auf Alben erschienen sind.)

Die Musik der Band ist in dieser Zeit von psychedelischen Einflüssen der Byrds (siehe den Song Eight Miles High) und der Beatles (Revolver und Sgt. Pepper’s Lonely Hearts Club Band) geprägt. Viele Titel des ersten Albums, wie The Gnome, Flaming, oder Arnold Layne, stehen noch fest in der Tradition der Beatmusik der 1960er-Jahre. Bisweilen zeigt sich in Titeln wie Scarecrow oder Bike ein bizarrer musikalischer Humor. Im Titel Corporal Clegg (Hörbeispielⓘ) ist zum Beispiel ein mit seiner näselnden Melodie und den Beckenschlägen an Geburtstags- bzw. Zirkusmusik erinnernder Teil eingebaut. 

Orgelsolo aus Matilda Mother

Modaler Jazz und Weltmusik-Experimente wie von Yusef Lateef oder John Coltrane beeinflussen die Band jedoch zusehends. So basiert beispielsweise das Orgelsolo aus Matilda Mother auf einer phrygisch-dominanten Tonleiter. Titel wie Careful with That Axe, Eugene, oder das ebenfalls modale Set the Control for the Hearts of the Sun (Hörbeispielⓘ) mit seinem ostinaten Bass, dezenten Paukenschlägen, und eingestreuten „Keyboardtupfern“, entfalten eine hypnotische, an arabische und indische Musik erinnernde Wirkung. Harmonisch ist die Musik gewagter als spätere Werke der Band. So überrascht Astronomy Domine (Hörbeispielⓘ) mit der ungewöhnlichen Akkordfolge E – Es – G – A – E6 – F – E6 – G. Auf dem Album Ummagumma erreichen die experimentellen Ambitionen der Band einen Höhepunkt. Titel wie das atonale Sysyphus, das über weite Strecken aus Geräuschen und vielfältig kolorierender Perkussion bestehende A Saucerful of Secrets, sowie das im Stil der Musique concrète konstruierte Several Species of Small Furry Animals Gathered Together in a Cave and Grooving with a Pict verweisen auf die klassische Musik des 20. Jahrhunderts. Auf More zeigt sich die Band in Titeln wie Green Is the Colour, Cymbaline, und dem im Rahmen des Rockkontextes harmonisch gewagten Cirrus Minor (Hörbeispielⓘ) verstärkt von akustischer Folkmusik beeinflusst.
Die beiden ersten Single-Veröffentlichungen von Pink Floyd (Arnold Layne und See Emily Play) brachten die psychedelische Neigung der Band nur ansatzweise zum Ausdruck.

### Programmatische Phase
Pink Floyd entwickelten den für sie typischen ätherischen Klang, der die Vorbilder der Rock- und Bluesgeschichte nie verleugnet. Meilensteine dieser Phase sind das 23 Minuten lange Stück Echoes vom Album Meddle sowie das ebenfalls 23-minütige unter der Leitung von Ron Geesin entstandene Stück Atom Heart Mother aus dem gleichnamigen Album.
Die teilweise über 20 Minuten langen Titel dieser Phase sind mittels übergreifender musikalischer Gestaltungsmerkmale und Bögen konstruiert. So entfaltet sich zum Beispiel Echoes aus der einfachsten denkbaren musikalischen Keimzelle, einem Einzelton. Über ein im Klang eines Echolotes mehrmals (vom Flügel über ein Leslie-Cabinet geleitetes), wiederholtes dreigestrichenes H entfalten sich sukzessive die ersten beiden Dreiklänge (cis-Moll und gis-Moll) des Songs (Hörbeispielⓘ). Parallel dazu ist die Instrumentation gestaltet. Nacheinander treten Bass, Schlagzeug, weitere Keyboardklänge sowie der Gesang hinzu. Der Titel weist eine
großformale Dreiteilung auf, in der zwei harmonisch eher konventionell gestaltete Teile einen klangmalerischen, hauptsächlich aus Geräuschen gebildeten Mittelteil umschließen. Die dynamische Entwicklung, die sich erst gegen Ende mit einem „kräftigeren Schlagzeug“ zu Wort meldet, unterstützt diesen Prozess zusätzlich.
Die angesprochenen vielfältigen Gestaltungsmittel dieser Phase werden mit einer gegenüber der psychedelischen Phase einfacheren Harmonik ausgeglichen. So beruht der vokale Teil von Echoes auf einer „herkömmlichen“ aus reinen Dreiklängen bestehenden Akkordfolge: Cis-Moll – Gis-Moll – Fis-Moll – Gis-Dur – Cis-Dur – Gis-Dur – Fis-Moll – Gis-Dur, einer Rückung nach A-Dur, und wieder Cis-Moll (Hörbeispiel einer „Piano-Reduktion“ von Echoesⓘ).
„Aufs Ganze gesehen klingt die Pink Floyd-Musik kaum anders als wenn man eine Violinsonate aus dem 19. Jahrhundert auf der Hammondorgel spielt.“ 

Violoncello und Harmonien in Atom Heart Mother (Father’s Shout)

Es erfolgt eine bewusste Anlehnung an klassische Formen und Ästhetik, wie auf Atom Heart Mother. Hier wird zum Beispiel die über einfachen Dreiklängen aufgebaute Kantilene des Violoncellos in Father’s Shout des gleichnamigen Titelsongs mit einfachen, gebrochenen Dreiklängen begleitet. Dennoch sind auch in dieser Phase harmonisch gewagtere Teile in die Titel eingebaut. So wird die aufwärts gerichtete, diatonisch klare Bläserlinie des Anfangs von Atom Heart Mother (Hörbeispielⓘ) später mit einer chromatischen, in Quarten und Quinten begleiteten, atonal wirkenden Linie beantwortet. 

Atonale Bläserfigur aus Atom Heart Mother

 Der besondere Reiz des gesamten Stückes entsteht dabei durch das Zusammenspiel eines klassisch instrumentierten Orchesters und den Instrumenten einer Rockband sowie des experimentellen Vokaleinsatzes eines Chores.
- 1970 – Atom Heart Mother
- 1971 – Meddle
- 1972 – Obscured by Clouds (Soundtrack) (Übergang)

### Klassische Phase
Es entstanden drei erste Konzeptalben, die nicht aus einzelnen Titeln bestanden, sondern diese in einem übergreifenden Kontext miteinander zusammenführten. David Gilmours Gitarre trat mehr in den Vordergrund, besonders auf Shine On You Crazy Diamond. Meilensteine sind dabei die Alben The Dark Side of the Moon und Wish You Were Here. Die Musik vereint die bewährten, „flächigen Elemente“ der programmatischen Phase, wie in Breathe (Reprise) oder Shine on You Crazy Diamond (Part 1) mit härteren, durch die E-Gitarre geprägten, deutlicher am Rock orientierten Songs, wie in Time, Money (Hörbeispielⓘ) oder Pigs (three different ones). Der Einsatz von Clare Torrys ekstatischem Gesang in The Great Gig in the Sky sowie leichte Jazzeinflüsse durch Dick Parrys Saxophon in Money, Us and Them und Shine on You Crazy Diamond (Part 5) (Hörbeispielⓘ) prägen die Musik. 

Wechsel von Fis zu F in Pink Floyds Titel Brain Damage

Trotzdem werden die Einzeltitel durch übergreifende musikalische Strukturen zusammengehalten. So wird The Dark Side of the Moon trotz seiner musikalischen Vielfalt durch übergreifende Bande vereint. Der hervorstechende Halbtonschritt vom Fis zum F ist ein durchgehendes Charakteristikum vieler Songs. Das Intervall des Tetrachords in auf- und absteigender Form ist ebenso eine die einzelnen Songs verbindende Klammer. Er erscheint in Breathe, Us and Them und im Passacaglia-Bass von Eclipse. 

Passacaglia-Bass aus Pink Floyds Titel Eclipse

Das Album Animals gilt trotz der ausufernden Länge seiner Songs mit seinem rauen, anstatt von Keyboards mehr von E-Gitarren geprägten Sound (Hörbeispiel aus Pigs (Three Different Ones)ⓘ), eher als Übergangswerk zur folgenden Phase.
- 1973 – The Dark Side of the Moon
- 1975 – Wish You Were Here
- 1977 – Animals

### „Intellektuelle“ Phase
Diese Phase wurde von Roger Waters dominiert, wobei Gilmour aber zunächst noch wichtige Beiträge leistete. Die Texte und das intellektuelle Konzept erhielten eine deutliche Aufwertung, allerdings bemängelten Kritiker dieser Phase, dass das letztlich auf Kosten der Ästhetik geschehen sei. Dennoch wird das Doppelalbum The Wall mit seinen vergleichsweise prägnanten Songs neben The Dark Side of the Moon und Wish You Were Here zu den drei wichtigsten Alben der Band gezählt. Zwecks adäquater Darstellung der Textaussagen bedient sich die Band auf diesem 1979 entstandenen Werk unterschiedlichster musikalischer Mittel und Stile. Gewohnt orchestral wirkenden Titeln wie Comfortably Numb stehen rock- und hardrockorientierte Songs wie Young Lust, Run Like Hell oder The Happiest Days of Our Lives gegenüber. Das als Single veröffentlichte Another Brick in the Wall (Part II), der erfolgreichste Song der Bandgeschichte, greift Einflüsse aus der damaligen Tanzmusik auf. Dazu treten mit akustischen Instrumenten sparsam besetzte Balladen wie z. B. Nobody Home. Dieses von Randy Newman inspirierte Lied, zu dem erst im weiteren Verlauf Streicher hinzutreten, beginnt passend zu der textlichen Aussage von Einsamkeit und Isolation allein mit Klavier und Waters’ Gesang (Hörbeispiel des Klavierintrosⓘ).

Bläser und Snaredrum in Bring the Boys back Home

Musikalische Parodie ist ein weiteres Gestaltungsmittel. So wird die Anklage gegenüber der „klammernden Mutter“ in Mother musikalisch mit einfachen im Wandergitarrenstil gehaltenen Akkorden konterkariert. Auf Bring the Boys back Home wird die pazifistische Textaussage durch aus der Militärmusik entlehnte Snare-Drum-Rhythmen, Bläser und „Massenchöre“ ad absurdum geführt. Im an die komische Oper von Gilbert und Sullivan erinnernden Finale The Trial singt Waters zu Orchesterbegleitung.
Eine Unterordnung der Musik unter die Botschaft macht sich erst bei The Final Cut deutlich bemerkbar, das inmitten des Kalten Krieges mit einer deutlichen Antikriegsbotschaft veröffentlicht wurde. Was auf The Wall noch gelang, missglückte nun nach Ansicht der meisten Kritiker. Das zeigt sich hier in der rezitativischen Deklamation von Texten über einem reduzierten Fundament von langsam wechselnden Harmonien, Basstönen und Geräuschen, wie in Paranoid Eyes oder The Post War Dream (Hörbeispielⓘ), wobei die Musik fast nur noch einen Hintergrund für die Botschaft der Texte bildet. Das Album ist dabei ruhiger ausgerichtet und weniger an Rockmusik orientiert als seine Vorgänger.
Mit dem Ausstieg von Roger Waters aufgrund von künstlerischen Differenzen mit David Gilmour und Nick Mason endete diese Phase. Von manchen Kritikern wird das Album The Final Cut auch als das erste Soloalbum von Waters angesehen, bei dem die anderen Mitglieder nur noch als Gastmusiker auftraten, was sich auch auf der Rückseite des Covers niederschlägt: The Final Cut – a Requiem for the post war dream by Roger Waters. Performed by Pink Floyd.
- 1979 – The Wall
- 1983 – The Final Cut

### Post-Waters-Phase
Ohne Roger Waters wurde die Band von Gilmour geprägt und veröffentlichte mit großem kommerziellen Erfolg zwei weitere Alben, A Momentary Lapse of Reason und The Division Bell, sowie zwei Live-Alben aus den begleitenden Tourneen. Sie stellen in Abwendung von The Wall und insbesondere The Final Cut eine (im Rückblick allerdings kaum noch als innovativ zu bezeichnende) Synthese zwischen der programmatischen und der klassischen Phase ihrer früheren Musik dar. Während an A Momentary Lapse of Reason vornehmlich die Texte kritisiert wurden, die nicht an das Niveau der Waters-Arbeiten anknüpfen konnten, war The Division Bell nach Ansicht der meisten Kritiker – nicht hingegen in den Augen vieler Fans – auch musikalisch misslungen und einfallslos. 2014 folgte das weitestgehend instrumentale Album The Endless River, basierend auf unveröffentlichten Aufnahmen der Sessions 1993/94.
- 1987 – A Momentary Lapse of Reason
- 1994 – The Division Bell
- 2014 – The Endless River

Alle Bandmitglieder haben auch Soloalben veröffentlicht, denen unterschiedlicher Erfolg beschieden war.

## Diskografie
Studioalben

| Jahr | Titel Musiklabel                                      | Höchstplatzierung, Gesamtwochen/‑monate, AuszeichnungChartplatzierungen (Jahr, Titel, Musiklabel, Platzierungen, Wochen/Monate, Auszeichnungen, Anmerkungen) | Höchstplatzierung, Gesamtwochen/‑monate, AuszeichnungChartplatzierungen (Jahr, Titel, Musiklabel, Platzierungen, Wochen/Monate, Auszeichnungen, Anmerkungen) | Höchstplatzierung, Gesamtwochen/‑monate, AuszeichnungChartplatzierungen (Jahr, Titel, Musiklabel, Platzierungen, Wochen/Monate, Auszeichnungen, Anmerkungen) | Höchstplatzierung, Gesamtwochen/‑monate, AuszeichnungChartplatzierungen (Jahr, Titel, Musiklabel, Platzierungen, Wochen/Monate, Auszeichnungen, Anmerkungen) | Höchstplatzierung, Gesamtwochen/‑monate, AuszeichnungChartplatzierungen (Jahr, Titel, Musiklabel, Platzierungen, Wochen/Monate, Auszeichnungen, Anmerkungen) | Anmerkungen                                                     |
| Jahr | Titel Musiklabel                                      | DE | AT | CH | UK | US | Anmerkungen                                                     |
| ---- | ----------------------------------------------------- | --- | --- | --- | --- | --- | --------------------------------------------------------------- |
| 1967 | The Piper at the Gates of Dawn Columbia Records (EMI) | DE42 (4 Wo.)DE | — | CH87 (1 Wo.)CH | UK6 Gold · (18 Wo.)UK | US131 (11 Wo.)US | Erstveröffentlichung: 4. August 1967 Verkäufe: + 125.000        |
| 1968 | A Saucerful of Secrets Columbia Records (EMI)         | DE57 (1 Wo.)DE | — | — | UK9 Gold · (12 Wo.)UK | US158 (1 Wo.)US | Erstveröffentlichung: 28. Juni 1968 Verkäufe: + 125.000         |
| 1969 | Ummagumma Harvest Records (EMI)                       | DE25 (21 Wo.)DE | — | — | UK5 Gold · (21 Wo.)UK | US74 Platin · (27 Wo.)US | Erstveröffentlichung: 25. Oktober 1969 Verkäufe: + 1.225.000    |
| 1970 | Atom Heart Mother Harvest Records (EMI)               | DE8 Gold · (26 Wo.)DE | AT— GoldAT | CH64 (4 Wo.)CH | UK1 Gold · (18 Wo.)UK | US55 Gold · (13 Wo.)US | Erstveröffentlichung: 9. Oktober 1970 Verkäufe: + 1.050.000     |
| 1971 | Meddle Harvest Records (EMI)                          | DE11 Gold · (41 Wo.)DE | AT69 (1 Wo.)AT | CH76 (2 Wo.)CH | UK3 Gold · (85 Wo.)UK | US70 ×2Doppelplatin · (73 Wo.)US | Erstveröffentlichung: 1. November 1971 Verkäufe: + 2.575.000    |
| 1973 | The Dark Side of the Moon Harvest Records (EMI)       | DE3 ×3Dreifachplatin · (217 Wo.)DE | AT1 ×2Doppelplatin · (150 Wo.)AT | CH5 (150 Wo.)CH | UK2 ×1616-fach-Platin · (573 Wo.)UK | US1 ×5Diamant + Fünffachplatin · (990 Wo.)US | Erstveröffentlichung: 1. März 1973 Verkäufe: + 50.000.000       |
| 1975 | Wish You Were Here Harvest Records (EMI)              | DE4 Platin · (251 Wo.)DE | AT2 ×2Doppelplatin · (4½ Mt.)AT | CH15 (17 Wo.)CH | UK1 ×2Doppelplatin · (104 Wo.)UK | US1 ×6Sechsfachplatin · (46 Wo.)US | Erstveröffentlichung: 15. September 1975 Verkäufe: + 20.000.000 |
| 1977 | Animals Harvest Records (EMI)                         | DE1 Platin · (36 Wo.)DE | AT2 Gold · (32 Wo.)AT | CH5 (8 Wo.)CH | UK2 Platin · (39 Wo.)UK | US3 ×4Vierfachplatin · (32 Wo.)US | Erstveröffentlichung: 23. Januar 1977 Verkäufe: + 5.685.000     |
| 1979 | The Wall Harvest Records (EMI)                        | DE1 ×4Vierfachplatin · (178 Wo.)DE | AT1 (49 Wo.)AT | CH8 ×2Doppelplatin · (38 Wo.)CH | UK3 ×3Dreifachplatin · (67 Wo.)UK | US1 ×2×3Doppeldiamant + Dreifachplatin · (160 Wo.)US | Erstveröffentlichung: 27. November 1979 Verkäufe: + 33.000.000  |
| 1983 | The Final Cut Harvest Records (EMI)                   | DE1 Gold · (27 Wo.)DE | AT3 Gold · (13 Wo.)AT | CH82 (1 Wo.)CH | UK1 Gold · (25 Wo.)UK | US6 ×2Doppelplatin · (23 Wo.)US | Erstveröffentlichung: 23. März 1983 Verkäufe: + 2.660.000       |
| 1987 | A Momentary Lapse of Reason EMI Music (EMI)           | DE2 Gold · (37 Wo.)DE | AT3 Gold · (24 Wo.)AT | CH2 ×2Doppelplatin · (33 Wo.)CH | UK3 Gold · (35 Wo.)UK | US3 ×4Vierfachplatin · (57 Wo.)US | Erstveröffentlichung: 7. September 1987 Verkäufe: + 5.625.000   |
| 1994 | The Division Bell EMI Music (EMI)                     | DE1 ×3Dreifachgold · (62 Wo.)DE | AT1 Platin · (32 Wo.)AT | CH1 ×2Doppelplatin · (47 Wo.)CH | UK1 ×3Dreifachplatin · (63 Wo.)UK | US1 ×3Dreifachplatin · (53 Wo.)US | Erstveröffentlichung: 28. März 1994 Verkäufe: + 17.000.000      |
| 2014 | The Endless River Parlophone (WMG)                    | DE1 ×3Dreifachgold · (29 Wo.)DE | AT1 Gold · (13 Wo.)AT | CH1 Platin · (22 Wo.)CH | UK1 Platin · (19 Wo.)UK | US3 Gold · (11 Wo.)US | Erstveröffentlichung: 7. November 2014 Verkäufe: + 2.500.000    |

grau schraffiert: keine Chartdaten aus diesem Jahr verfügbar
- Label zu „The Dark Side of the Moon“
- Frontcover zu „The Wall“

## Panoramashows in Planetarien
Die Pink Floyd Panorama-Shows zu den Musikalben The Wall, Dark Side of the Moon und Wish You Were Here der britischen Rock-Gruppe Pink Floyd sind für Planetarien entwickelte Vorführungen in 360-Grad-Multimedia-Choreografie mit zusätzlichen Laser-Effekten und künstlichem Rauch aus Nebelmaschinen. Sie basieren auf den Liedern der Band und gelten als kosmische Hommage an deren Mitglieder Roger Waters, David Gilmour, Nick Mason und Richard Wright.

### The Wall
Die Show basiert auf dem Album The Wall von 1979. Sie beginnt wie die LP mit dem Lied In the Flesh?, dazu werden einige der schon aus dem Film beziehungsweise vom Cover des Albums The Wall bekannten Bilder an die Kuppel des Planetariums geworfen. Die ganze Show geht über 60 Minuten und beinhaltet weitere bekannte Lieder wie Another Brick in the Wall, Comfortably Numb, Goodbye Cruel World oder Is There Anybody Out There?. Das ganze wird als Geschichte des kleinen Pink erzählt, der seinen Vater im Krieg verloren hat. Das Lied Goodbye Blue Sky ist mit Bildern von fallenden Bomben und Flugzeugen untermalt. Immer höher türmt sich die Mauer, bis sie schließlich einstürzt und die Show mit Outside the Wall endet.

### Dark Side of the Moon
Die Projektion zeigt zu den Klängen des Albums von 1973 sowohl in die Tiefen des Universums als auch in die Abgründe der menschlichen Seele. Zu Liedern wie Speak to me, Time, Money oder Eclipse werden Bilder aus dreidimensionalen Welten gezeigt und durch Lichteffekte bereichert. Die Bilder selbst erzählen hierbei die Geschichte zu den Songs.

### Wish You Were Here
Die Lieder des Albums von 1975 gehen fließend ineinander über. Shine On You Crazy Diamond bildet das zentrale Thema, das musikalisch stark von Keyboard- und Synthesizersounds Richard Wrights durchzogen ist. Das Titellied Wish You Were Here ist eine melancholische Hommage an den ehemaligen Bandleader Syd Barrett. Die 360° Fulldome-Visualisierung von Aaron McEuen ist dem Stil der Musik angepasst, wobei auf erzählende Effekte verzichtet wird und der Schwerpunkt auf der Visualisierung der Musik liegt und teilweise psychedelische Farbeffekte nutzt, die den Zuhörer fesseln können und die Wirkung der Musik verstärken.

### Rezeptionen
“We’re still producing shows like No Doubt, we’re even thinking about an OutKast show, but we cannot take Pink Floyd off the system […] We updated ‘Dark Side of the Moon’ just last year.”

„Pink Floyds Album The Wall von 1979 zählt zu den wohl kreativsten Schoepfungen der Rock-Musik. Another Brick in the Wall, Hey You, Run Like Hell u. a. zeichnen die Geschichte eines Anti-Helden zwischen Krieg und Sehnsucht im 20. Jahrhundert.“

## Ehrungen
Im Jahr 2003 wurde der am 3. Dezember 1997 im Observatoire de Calern entdeckte Asteroid (19367) Pink Floyd nach der Band benannt.
Der Rolling Stone listete die Band 2011 auf Rang 51 der 100 größten Musiker aller Zeiten.
Im Jahr 2017 wurde die erstmals wissenschaftlich beschriebene Art Synalpheus pinkfloydi aus der Familie der Knallkrebse nach Pink Floyd benannt – aufgrund ihrer Fähigkeit, mit ihrer großen, pinkfarbenen Schere Knalle in der Lautstärke einer Rockband produzieren zu können. Die Art wurde vor der Pazifikküste von Panama entdeckt, die Typusexemplare wurden im Museu de Zoologia der Universidade de São Paulo in São Paulo (Brasilien) und in den Zoological Collections des Oxford University Museum of Natural History in Oxford (England) hinterlegt.

## Ausstellungen
- 13. Mai bis 1. Oktober 2017: Pink Floyd: Their Mortal Remains. im Victoria and Albert Museum, London. Ausstellungskatalog: ISBN 978-1-85177-916-1.[86]
- 19. Januar 2018 bis 1. Juli 2018: Their Mortal Remains im MACRO, Rom
- 16. September 2018 bis 10. Februar 2019: Their Mortal Remains im Dortmunder U, Dortmund
- 10. Mai 2019 bis 27. Oktober 2019: Their Mortal Remains im IFEMA, Madrid
- 31. Dezember 2022 bis 2. April 2023: Their Mortal Remains im Arsenal, Montréal (Kanada)[87]